# Syllitus unistriatus
Syllitus unistriatus là một loài bọ cánh cứng trong họ Cerambycidae.